# Banja Luka Rebels 2019
Questa voce raccoglie le informazioni riguardanti i Banja Luka Rebels nelle competizioni ufficiali della stagione 2019.

## Bosnian-Herzegovinian Football League 2019

### Stagione regolare
| Banja Luka 6 aprile 2019, ore 14:00 | Banja Luka Rebels | 0 – 72 | Sarajevo Spartans | Stadion FK Krajina |

| Sarajevo 12 maggio 2019, ore 13:30 | Sarajevo Spartans | 88 – 28 | Banja Luka Rebels | Pomočni Teren Stadiona Koševo |

| 2 giugno 2019 | Tuzla Saltminers | 50 – 20 | Banja Luka Rebels |  |

| Banja Luka 9 giugno 2019, ore 14:00 | Banja Luka Rebels | 22 – 14 | Tuzla Saltminers | Stadion FK Krajina |

## Statistiche di squadra
| Competizione      | %Vittorie | In casa | In casa | In casa | In casa | In casa | In casa | In trasferta | In trasferta | In trasferta | In trasferta | In trasferta | In trasferta | Totale | Totale | Totale | Totale | Totale | Totale |
| Competizione      | %Vittorie | G       | V       | N       | P       | Pf      | Ps      | G            | V            | N            | P            | Pf           | Ps           | G      | V      | N      | P      | Pf     | Ps     |
| ----------------- | --------- | ------- | ------- | ------- | ------- | ------- | ------- | ------------ | ------------ | ------------ | ------------ | ------------ | ------------ | ------ | ------ | ------ | ------ | ------ | ------ |
| Stagione regolare | .250      | 2       | 1       | 0       | 1       | 22      | 86      | 2            | 0            | 0            | 2            | 48           | 138          | 4      | 1      | 0      | 3      | 70     | 224    |
| Totale            | .250      | 2       | 1       | 0       | 1       | 22      | 86      | 2            | 0            | 0            | 2            | 48           | 138          | 4      | 1      | 0      | 3      | 70     | 224    |